# Ministère du Travail (Chypre)
Pour les articles homonymes, voir Ministère du travail.
Le ministère du Travail, de la Protection sociale et des Assurances sociales (en grec moderne : Εργασίας, Πρόνοιας και Κοινωνικών Ασφαλίσεων) est un ministère de la république de Chypre.
Le titulaire actuel est Giánnis Panagiótou, ministre du Travail et de la Sécurité sociale dans le gouvernement Christodoulídis.

## Liste des ministres
| Ministre | Ministre | Ministre               | Parti | Début           | Fin             | Gouvernement         |
| -------- | -------- | ---------------------- | ----- | --------------- | --------------- | -------------------- |
|          |          | Sotiroúla Kharalámbous | Sans  | 29 février 2008 | 28 février 2013 | Anastasiádis I       |
|          |          | Kháris Georgiádis      | Sans  | 1er mars 2013   | 3 avril 2013    | Anastasiádis I       |
|          |          | Zéta Aimilianídou      | Sans  | 4 avril 2013    | 6 juin 2022     | Anastasiádis I et II |
|          |          | Kyriákos Koúsios       | Sans  | 27 juin 2022    | 28 février 2023 | Anastasiádis II      |
|          |          | Giánnis Panagiótou     | DIKO  | 1er mars 2023   | En fonction     | Christodoulídis      |